# Burcewo (rejon naro-fomiński)
Burcewo (ros. Бурцево) – wieś (dieriewnia) w Rosji, w obwodzie moskiewskim, w rejonie naro-fomińskim. W 2010 liczyła 98 mieszkańców.